# Тема (музыка)
Тема в музыке — более или менее развёрнутое построение, выражающее некую самостоятельную мысль, которая может быть воспринята как завершённое музыкальное выражение, выделяющееся, по своей сути, в ряду иных тем, или какого-либо ещё музыкального материала. При противопоставлении фразе или мотиву, она — обычно полное предложение или период (Dunsby, 2002). 
Энциклопедия Fasquelle (Michel, 1958—1961) определяет тему, как «любой элемент, мотив, или небольшое музыкальное построение, являющееся основой для дальнейшего развития музыкального материала».

## Разъяснения
Главная тема в сонатной форме во-первых — объявление, а только во-вторых — мелодия, иногда называемая контртема или второстепенная тема, может происходить.
Лейтмотив — мотив или тема, связанная с человеком, местом, или идеей (см. также: фигура и ячейка).
Тематические изменения и обработка является часто фундаментом музыкальной формы, и такие теоретики как Рудольф Рети (Rudolph Réti) могут создавать анализы для чистой тематической перспективы. Фред Лердал (Fred Lerdahl) описывает тематические отношения «осоциациями», а следовательно за пределами его фундаментальных знаний он порождает аналистическое дело[прояснить].
Музыка, основанная на одной теме, называется однотемной, а основыванная на нескольких темах — многотематической. Для примера, большинство фуг — монотематические, большинство же кусков в сонатной форме — многотематически (Randel 2002, 429). Если одни секции в экспозиции сонатной формы состоят из нескольких тем или другого материала, тогода определённые функцией и обычно их тональности обладают более чем одной из мелодической характеристикой, характеризуя группу тем или субъектов, а иногда и используя их (Rushton 2001).

## Фуга
В трёх-частной фуге, главная тема (рефрен, обычно называемый  „субъектом“) объявляется три раза в различных голосах: сопрано, альт, бас, или в их некоторых вариациях. В четырёх-частной фуге, рефрен объявляется четыре раза. Мотив тут — короткая мелодическая фигура, используемая многократно, которая может применяться для создания темы.

## Музыка без темы
Музыка без темы или без смысла, повторясь, разрабатывает темы, называется атематическим. Примеры включают двенадцатитоновые или начальные атональные работы Арнольда Шёнберга, Антона Веберна и Альбана Берга. Шёнберг как то сказал: «наполнение энтузиазмом освобождает музыку от кандалов тональности, и я решил, что буду искать дальнейшую свободу выражения. Я поверил, что теперь музыка может отречься от мотивированных представлений и оставаться когерентной и понятной тем не менее.» (Шёнберг, 1975 год).